# 1965年保加利亚未遂政变
1965年保加利亚未遂政变 是保加利亚人民共和国发生的一场未遂政变，由保加利亚共产党党内受中共领导人毛泽东影响的强硬派官员和保加利亚人民军军官发动，试图推翻被其视为跟随赫鲁晓夫修正主义路线的机会主义者总书记托多尔·日夫科夫的未遂政变。此次政变于1965年4月被挫败，未能获得成功。政变领导者有茨维特科·阿内夫、伊万·托多罗夫·戈伦亚和索洛·克拉斯特夫等。